# Angerona constirpataria
Angerona constirpataria är en fjärilsart som beskrevs av Fuchs 1899. Angerona constirpataria ingår i släktet Angerona och familjen mätare. Inga underarter finns listade i Catalogue of Life.